# Kręgi (district Wyszków)
Kręgi is een plaats in het Poolse district Wyszków, woiwodschap Mazovië. De plaats maakt deel uit van de gemeente Somianka en telt 370 inwoners.